# Francisco Lerena Zambrano
Francisco Lerena Zambrano, exmiembro de la Guardia Civil y miembro conocido como Alejandro del servicio de inteligencia CESID (ahora CNI) infiltrado en grupos de extrema derecha en España. Consiguió desbaratar varios intentos de atentados terroristas, en especial el programado el 1 de junio de 1985 en La Coruña, contra la Familia Real y el Gobierno de Felipe González durante un desfile militar. 
En referencia al topo o espía que se infiltró con éxito en la organización terrorista ETA político-militar, Mikel Lejarza, conocido como El lobo, algunos empezaron a usar el alias de Lobo Azul para referirse a Lerena y al éxito de ambos. 

## Historia
Francisco Lerena Zambrano en 1982 se presenta al comandante Ricardo Sáenz de Ynestrillas, condenado a seis meses y un día por su colaboración en la operación Galaxia, como industrial afincado en Las Palmas simpatizante de la derecha más conservadora, en especial la unidad del Estado y la lucha contra ETA. Ricardo en esas fechas había creado una pequeña empresa de seguridad privada (Prosevi S.A.) donde se fueron agrupando algunos exaltados que organizaban actividades paramilitares.
En 1984 desbarata un atentado contra un autobús de unos 50 familiares de presos de ETA cuando volvía de la cárcel de Alcalá Meco. Después desbarataría un intento de atentado en la línea 1 del Metro de Madrid.
Con el estreno de la polémica película Dios te salve María (Je vous salue Marie) en los cines Alphaville de Madrid, donde se dudaba de la virginidad de María, frustró la colocación de una bomba tras un aviso. Frustró un atentado con una motocicleta Vespa con explosivos contra el diputado Juan María Bandrés un atentado contra uno de los responsables del CESID, Santiago Bastos Noreña, mediante unas granadas

### El Zambombazo
Es en 1985 cuando participa en el fracaso del mayor intento de atentado terrorista de la extrema derecha en la historia moderna por su notoriedad, el conocido como "Zambombazo". La conspiración pretendía acabar el Día de las Fuerzas Armadas, con el rey, la reina, las infantas, todo el gobierno presidido por Felipe González, además de los almirantes Ángel Liberal, Guillermo Salas y los tenientes generales José María Sáenz de Tejada y José Santos, reunidos para presidir las marchas militares. Esta operación se conoció como El Zambombazo.
La idea se origina un año antes para intentar crear un vacío de poder y golpe definitivo que coloque al ejército como gobierno provisional y suspenderse la conocida como transición, colocando a ETA o al GRAPO como responsables, además de intentar controlar los máximos medios de comunicación para obtener el máximo apoyo popular.
El Gobierno decidió entonces intervenir y desbaratar el golpe sin detenciones y de manera silenciosa para así no crear de nuevo mártires como en el anterior intento de golpe de Estado en 1981. El atentado fallido no se conocería hasta la publicación en El País, de un artículo al respecto el 17 de febrero de 1991.
Ricardo Sáenz de Ynestrillas Martínez, que pretendía fundar una organización política, fue asesinado por ETA a las puertas de su casa en 1986.